# Bannen
Bannen is het blokkeren van een IP-adres of een gebruikersaccount van een internetforum, chatsite, online computerspel of sociale media.
Op het internet zijn er diverse fora en chatsites te vinden met uiteenlopende onderwerpen. Soms gaat men ver in het verkondigen van de eigen mening of stelt men gedrag dat de regels van het forum of site overschrijdt.
Veelvoudige, al dan niet bewuste, overtredingen worden niet op prijs gesteld waarop de gebruiker de toegang tot het forum wordt ontzegd door het blokkeren van zijn IP-adres en/of zijn gebruikersaccount. Een moderator voert deze actie uit. Afhankelijk van de overtreding krijgt men een tijdelijke of permanente ban. Men kan dan de website niet meer bezoeken of geen posts meer plaatsen.
Reden voor het opleggen van een ban is meestal:
- Commerciële uitingen / reclame / spam;
- Gebruikers naar een site te lokken of misleidende informatie verschaffen;
- Flooding of een forum of chatsite overstelpen met dezelfde berichten;
- Trollen: het opzettelijk tegen elkaar uitspelen van gebruikers;
- Schelden of racistische taal;
- Grooming en/of het seksueel benaderen van minderjarigen;
- Uitingen in strijd met het recht, zoals aanzetten tot geweld of terrorisme, ronseling voor een criminele organisatie, het tot stand brengen van criminele contacten, het ontkennen van de Holocaust, het uitwisselen van verboden lectuur;
- Het herhaaldelijk posten van berichten in strijd met het beleid van het forum of de chatsite.